# Cayo Miltos
Sotero Cayo Miltos Miers (Concepción, 22 de abril de 1843 - Asunción, 7 de enero de 1871) fue un político paraguayo que sirvió como vicepresidente de Paraguay por alrededor de un mes y medio entre 1870 y 1871.

## Biografía

### Primeros años y estudios
Nació en el año 1843 en Concepción, Paraguay. Inició sus estudios en el Colegio Mayo de Buenos Aires, dirigido por el educacionista Zinny. Se distinguió por su contracción al estudio. Fue descrito como puntual y disciplinado. 
Poseía correctamente el francés y aprendía el latín. Prosiguió sus estudios en Francia. Graduóse en derecho en la Universidad "La Sorbona" de París. Regresó al Paraguay en 1869. Las necesidades de la vida, angustiosa en aquel tiempo, le obligaron a dedicarse al comercio. Perteneció a la firma Jara, Miltos y Cía. de la Asunción, formada por Juan Antonio Jara, a quien el porvenir deparaba una brillante actuación pública.

### Trayectoria política
Intervino en las actividades políticas desde 1869. A poco de fundarse el "Gran Club del Pueblo", que presidía Facundo Machaín, y que, según lo afirma Cecilio Báez, componíase principalmente de los jóvenes que habían vivido en el extranjero durante el gobierno de los López y de los hombres que habían militado en la "Legión paraguaya" durante la guerra contra la triple alianza. la ideología tenía su abanderado en Miltos. Este sector político se denominó "Club del Pueblo". Adquirió una imprenta y dio vida a La Voz del Pueblo, cuya redacción se encomendó a Juan Antonio Jara, Ángel Peña y Miltos. defendían ya la causa del Paraguay en la guerra que había finalizado días antes, en Cerro Corá. Es que, según el citado historiador Báez, esa agrupación, el "Club del Pueblo", componíase principalmente de los ciudadanos que habían hecho la campaña del Paraguay en los ejércitos de Solano López. 
En las elecciones del 3 de julio de 1870, como candidato del "Club del Pueblo", fue elegido convencional por Concepción. En sesión del 20 de agosto prestó juramento ante la Asamblea Nacional. Tomó asiento en la bancada de la minoría. Desde las primeras sesiones de la Convención se destacó su personalidad como líder del sector minoritario. Su apostura arrogante, su cultura enriquecida con principios libertarios, sus afanes de paz y de trabajo, le hicieron ocupar uno de los primeros puestos entre los adalides de la Asamblea Constituyente. 
En el golpe del 31 de agosto de 1870, que culminó con la reposición de Cirilo Antonio Rivarola en el mando, como presidente provisorio de la República, triunfó sobre Juan Silvano Godoi y se le designó Presidente del Superior Tribunal de Justicia. A consecuencia de ese golpe de Estado fue designado presidente del Superior Tribunal de Justicia, en substitución de Facundo Machaín. Miltos también reemplazó a Machaín como miembro de la comisión redactora del proyecto de Constitución, por resolución de la Asamblea Nacional de 1870. Fue entonces, más que siempre, la exaltación de su palabra cálida, armoniosa y elegante. La Asamblea Nacional recogió su acento de orador elocuente y se extasió en la admiración de sus virtudes de tribuno. En sesión del 24 de noviembre, Cirilo Antonio Rivarola fue elegido, por treinta y cuatro votos, presidente de la República. En la misma sesión, quedó ungido, por treinta y tres votos, como vicepresidente de la Nación.

### Muerte
Falleció en Asunción, hallándose en ejercicio de aquel alto cargo, en enero de 1871. Su muerte produjo consternación, su desaparición restó a la literatura nacional un orador prestigioso y a las actividades políticas un ciudadano de doctrina, un estadista que se iniciaba vigorosamente en la dirección de los negocios públicos. Dejó un libro, editado en París en 1867. Se titula Citoyen Paraguayen – Mensonge e verité – Guerre du Paraguay.

## Cultura popular
Cayo Miltos aparece como el protagonista del cuento "Toro Pichai" del libro "Curuzú Cadete: Cuentos de ayer y de hoy" del autor paraguayo Guido Rodríguez Alcalá, donde se cuenta la historia de la masacre de Concepción ocurrida en 1869, durante el último año de la Guerra de la Triple Alianza.
| Predecesor: Domingo Francisco Sánchez | Vicepresidente de la República del Paraguay 1870 - 1871 | Sucesor: Salvador Jovellanos |